# Sadiola
Sadiola est une localité et une commune rurale malienne, située dans le pays de la Niatiaga, chef lieu du cercle de Sadiola, dans la région de Kayes. La ville est une cité minière établie à proximité d'une mine d'or exploitée depuis 1996.

## Géographie
La localité de Sadiola est située sur la route nationale RN 21 (axe Kayes-Djibouria) à 75 km au sud du chef-lieu régional Kayes. La commune d’une superficie de 5 010 km2 englobe 46 villages et 50 hameaux, elle est frontalière du Sénégal à l'ouest. Elle compte environ 39 409 habitants lors du recensement de 2009.
| Samé Diomgoma | Liberté Dembaya | Hawa Dembaya, Logo |
| Kidira        | Sadiola         | Diamou             |
| Sadatou       | Dialafara       | Niambia            |

## Histoire
Lors de la réforme administrative de 2023, la commune est soustraite du cercle de Kayes, et Sadiola est érigée en chef lieu du 10e cercle de la région de Kayes.

## Villages et hameaux

Carte communale

La commune s'étend sur 44 localités relevées lors du recensement général de 2009. 
Les villages les plus peuplés sont :
- Sadiola (10 639 habitants)
- Krouketo (3 854 habitants)
- Koborotossou (1 264 habitants)

La commune est composée de 47 villages, 51 hameaux répartis en 6 secteurs.
En 2023, la loi 2023-007 attribue à la commune 47 villages administratifs :
- Sadiola
- Farabacouta
- Bronkoné
- Sirimana
- Madina
- Tabakoto
- Tintiba
- Djirola
- Sekokoto
- Tabako
- Kantela
- Koropoto
- Mandakoto
- Kobotossou
- Koundédiou
- Korindji
- Keniéba
- Kérékoto
- Saboucire
- Djakouté
- Bountoun
- Moussala
- Tounboumba
- Samanafoulou
- Kakadian
- Bremassou
- Niodjikourou
- Bembokoto
- Dialakemogo
- Yerera
- Djinguilou
- Alamoutala
- Krouketo
- Yatela
- Farabana
- Sangafara
- Bendougou
- Yiribabougou
- Sokourani
- Mantalabougou
- Moribougou Sébéké Oulouma
- Babala Hamadallaye
- Darsalam Oulouma
- Farassouma
- Moussakonéla
- Dankourou
- Nétéco

## Politique
| Année | Maire élu       | Parti politique |
| ----- | --------------- | --------------- |
| 2004  | Balla Sissoko   | Adéma           |
| 2009  | Mamadou Macalou | MPR             |
| 2016  | Toumany Dembélé |                 |

## Économie

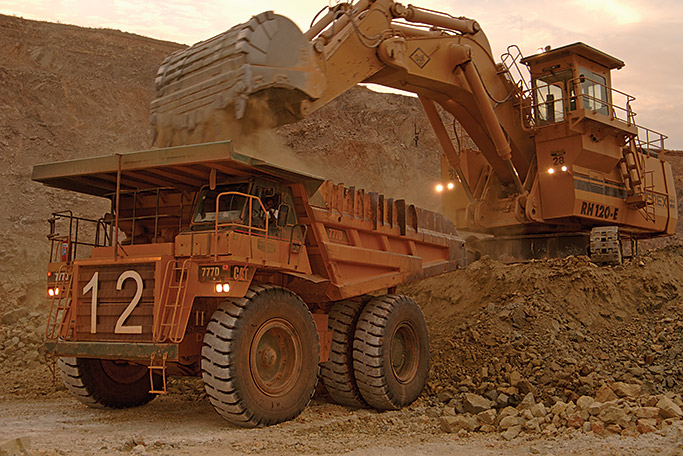
Mine de Sadiola, engins de chantier

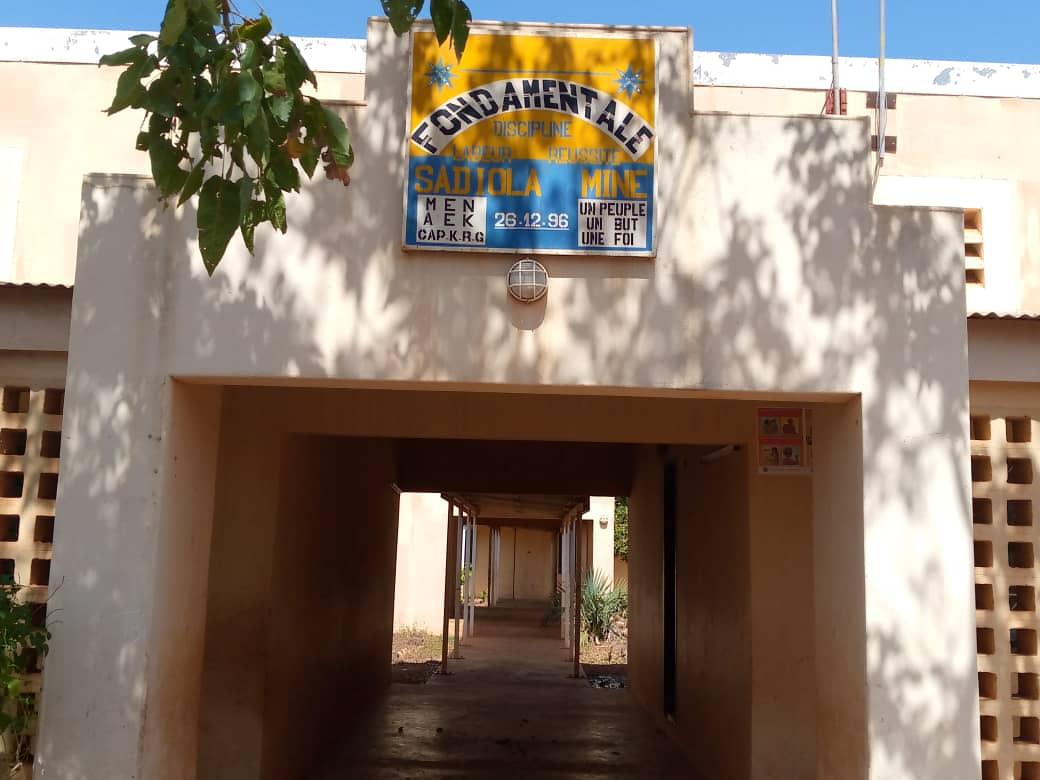
École fondamentale de Sadiola Mine

La mine d’or de Sadiola, exploitée depuis 1996 par la Société d’exploitation de la mine d’or de Sadiola (SEMOS-SA), apporte des ressources importantes à la commune mais entraîne d’importants problèmes environnementaux en raison de l’utilisation de cyanure.
Ainsi, l'étude épidémiologique réclamée par la commune et ses partenaires lors du premier atelier de concertation de 2003 montra que dans six villages de la commune, entre les 2/3 et les 4/5 des femmes subirent des fausses couches depuis le début de l'exploitation.
Des mesures correctives assez simples (rigoles autour des bassins de décantation des boues cyanurées) jugulèrent ce phénomène. En 2009 le taux de natalité était normal sur l'ensemble de la commune.
Sadiola ayant prouvé son immense rentabilité, les opérateurs miniers se ruèrent sur les mines plus au sud, le long de la vallée de Kéniéba.
Pour plus d'informations voir ce documentaire 
« Le prix de l'or - les générations »
(durée 52').
La mine d'or de Yatela est située sur le territoire communal à proximité de la localité de Kroukéto.